# Зубов, Юлий Михайлович
Юлий Михайлович Зубов (1839—1922) — русский государственный служащий земских учреждений Вологодской губернии, общественный деятель.

## Биография
Родился 15 мая 1839 года[по какому календарю?] [[ в городе Тихвине. Был пятым ребёнком (после Алексея, Ольги, Николая и Михаила) в семье военного инженера-строителя подполковника Михаила Алексеевича Зубова (1810—1886) и Ларисы Алексеевны (урождённой Румянцевой) (1816—1877). Шестым ребёнком был Эраст.
В 1840 году семья переехала в Вытегру, а в 1844 году, когда пришло время отдавать старших сыновей в гимназию, все переселились в Вологду.
Был вольнослушателем на физико-математическом факультете Петербургского университета, где он познакомился с Николаем Васильевичем Верещагиным.

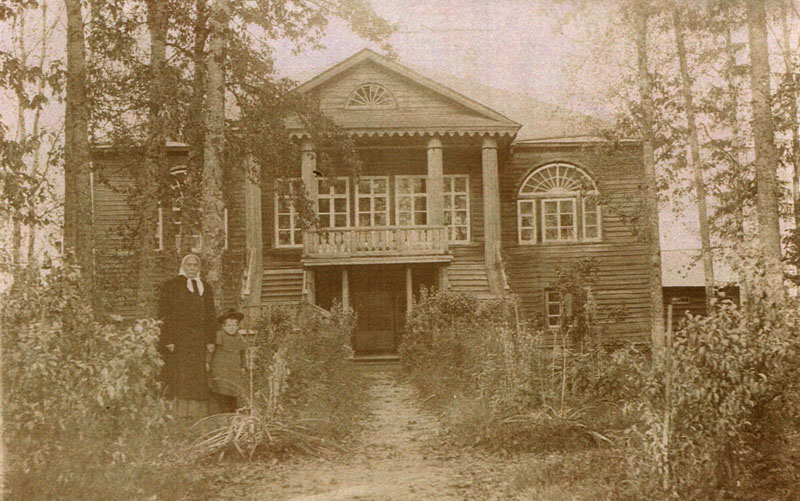
Усадьба Кузнецово.

После женитьбы в 1863 году на Софье Петровне (1842—1925), урождённой княжне Ухтомской — Юлий Михайлович поселился в наследственном имении Кузнецово (Кадниковского уезда Вологодской губернии), в 12 км от города Кадникова. Работал в должности мирового посредника, мирового судьи, земского начальника и члена уездной комиссии по обустройству крестьян в родном уезде.
Интересовался успехами молочного хозяйства в России. Из его писем известно, что он был хорошо знаком (возможно через Николая Васильевича Верещагина) с Николаем Ивановичем Бландовым. И когда в августе 1876 года Ю. М. Зубов, приехав в Москву, определял своего старшего сына Владимира в 4-й Московский кадетский корпус в Красных Казармах в Лефортове, то попросил Николая Ивановича взять его под свою опеку. Позже в 4-й Московский кадетский корпус был принят и другой сын Юлия Михайловича — Юлий Зубов. Третий сын Пётр играл большую роль во Временном правительстве Северной области (1918-1920).
Юлий Михайлович был попечителем уездных земских училищ, больниц, богадельни и Комитета о народной трезвости. Будучи избираем в течение более 40 лет гласным Вологодского губернского земства — на всех собраниях выступал с горячими речами о необходимости всеобщего образования и открытии школ, о развитии Севера путём постройки железных дорог и соединения водным путём Архангельска с Семипалатинском.
Зубов также известен как создатель Кадниковского театра на 240 мест. Продав в 1899 году часть своих земель, он купил в Кадникове участок земли и выстроил на нём зимний театр («Народную аудиторию») на 240 мест. При театре была театральная библиотека и большая коллекция костюмов к классическим и бытовым пьесам. Театр Ю. М. Зубова просуществовал 20 лет. За это время силами его семьи и актёров-любителей было поставлено более 30 спектаклей. Театр отчасти помогал Зубову в финансовом отношении, так как ему давали десятую долю от сбора. Но большая часть спектаклей была благотворительной: в пользу Красного Креста, пожарной команды, столовой женской прогимназии для бедных учениц и др.
Умер Юлий Михайлович от гангрены на ноге 11 мая 1922 года, был похоронен на кладбище у церкви Св. Троицы в селе Поповском.

### Интересный факт
Когда стало известно о смерти Сергея Васильевича Верещагина, Зубов откликнулся на это трагическое событие, написав, под псевдонимом Иван Волгин поэму в стихах «Исповедь. Из записок добровольца, убитого под Плевной в Турецкую войну». В рукописи было написано:
«Посвящается Сергею Васильевичу Верещагину (брату художника В. В. Верещагина)».

## Семья
- Сын — Владимир (19.11.1865—1932)[3][4]

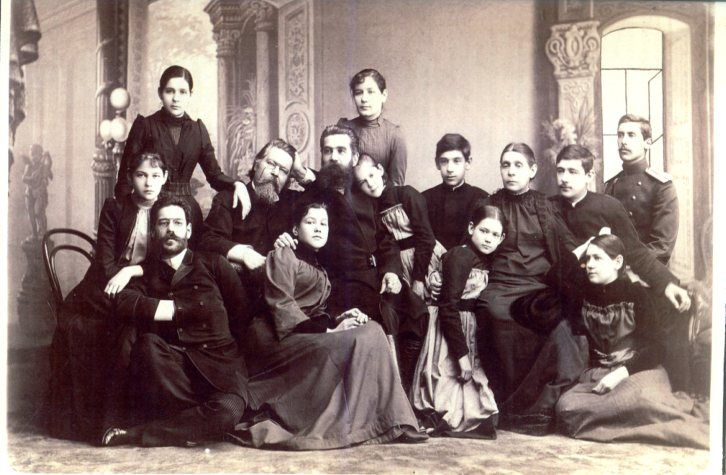
Семья Юлия Михайловича и Софьи Петровны Зубовых ~ в 1890 г. Слева направо: Нина, Владимир, Елизавета (стоит), Михаил Михайлович, Мария, Юлий Михайлович, Любовь, Екатерина (стоит), Михаил, Лариса, Софья Петровна, Пётр, Ольга, Юлий.

- Сын — Константин, умер в младенчестве[3]
- Дочь — Елизавета в замужестве Недович (31.01.1867—1926)[3][5]
- Сын — Юлий (1868—17.04.1907)[6]
- Дочь — Екатерина (1869—?)
- Сын — Пётр (24.06.1871—26.10.1942) — зам. Председателя ВПСО (1918—1920).
- Дочь — Ольга (1872—?)
- Дочь — Нина (1873—1907), скрипачка
- Дочь — Мария (1875—?)
- Сын — Михаил (1877—1943)[7]
- Дочь — Лариса (1879—?)
- Дочь (младшая) — Любовь (26 марта 1881—7 апреля 1970), замужем за Вильямом Моором[5]
- Дочь — Надежда (26 марта 1881—23 августа 1881), близняшка Любови, умерла в младенчестве.

## Заслуги
- За свою деятельность в 1883 году Зубов был награждён орденом Св. Станислава 3 степени.
- 1 июля 1891 года он был утвержден земским начальником 1-го участка Кадниковского уезда, получив в этом же году должность надворного советника со старшинством.
- В 1892 году за выслугу лет Зубов был произведен в коллежские советники, в 1896 году в статские советники, а в 1897 — в статские советники со старшинством.
- 9 июня 1905 года, за выслугу 12 лет в одной должности земского начальника — был награждён орденом Св. Анны 3 степени.
- В 1910 году был награждён серебряной медалью на двойной Андреевской и Владимирской лентах в память 25-летия со времени создания Императором Александром III церковной школы.
- В память царствования Александра III Юлий Михайлович тоже был награждён серебряной медалью.
- В 1911 году Юлий Михайлович был награждён орденом Св. Анны 2 степени, а в 1912 — его избрали депутатом от Вологодского дворянства на торжественное открытие в Москве памятника Императору Александру III.

## Память
- В 1998 году на могиле Юлия Михайловича Зубова был восстановлен деревянный крест, к которому иногда приезжают поклониться сотрудники Кадниковского районного исторического музея. О Юлии Михайловиче Зубове, много сделавшем для города Кадникова и уезда, рассказывает экспозиция этого музея: в нём есть витрины, посвященные Кадниковскому театру, имению Кузнецово, семье Зубовых. Подвижническая жизнь Юлия Михайловича не забыта и в наши дни.